# Els Callens

Els Callens (20 de agosto de 1970) es una tenista profesional belga, retirada de la actividad.

## Biografía
Callens nació en Amberes y se convirtió en tenista profesional en 1990. Su máximo logro deportivo se dio en el año 2000 durante los Juegos Olímpicos de Sídney, donde ganó la medalla de bronce en categoría dobles, con Dominique Van Roost-Monami como compañero.
Se retiró de la actividad profesional en octubre de 2005.
Actualmente, Callens trabaja como comentarista deportiva para la cadena één de Bélgica.

## Finales de WTA

### Individuales: 1 (0–1)
| Legend: Antes de 2009       | Leyenda: Iniciando en 2009 |
| --------------------------- | -------------------------- |
| Torneos de Grand Slam (0–0) |                            |
| Torneos de WTA (0–0)        |                            |
| Tier I (0–0)                | Premier (0–0)              |
| Tier II (0–0)               | Premier 5 (0–0)            |
| Tier III (0–1)              | Premier (0–0)              |
| Tier IV y V (0–0)           | Internacional (0–0)        |

| Resultado | No. | Fecha           | Torneo | Superficie | Oponente     | Marcador |
| Finalista | 1.  | Octubre de 1996 | Quebec | Alfombra   | Lisa Raymond | 4–6, 4–6 |

### Dobles: 22 (10–12)
| Leyenda: Antes de 2009      | Leyenda: Iniciando en 2009 |
| --------------------------- | -------------------------- |
| Torneos de Grand Slam (0–0) |                            |
| Torneos de WTA (0–0)        |                            |
| Tier I (0–0)                | Premier (0–0)              |
| Tier II (0–0)               | Premier 5 (0–0)            |
| Tier III (0–0)              | Premier (0–0)              |
| Tier IV y V (0–0)           | Internacional (0–0)        |

| Resultado | No. | Fecha              | Torneo      | Superficie    | Compañera              | Oponentes                             | Marcador           |
| Campeona  | 1.  | Enero de 1996      | Auckland    | Tierra batida | Julie Halard-Decugis   | Jill Hetherington Kristine Kunce      | 6–1, 6–0           |
| Finalista | 1.  | Mayo de 1996       | Cardiff     | Tierra batida | Laurence Courtois      | Katrina Adams Mariaan de Swardt       | 0–6, 4–6           |
| Campeona  | 2.  | Junio de 1998      | Birmingham  | Césped        | Julie Halard-Decugis   | Lisa Raymond Rennae Stubbs            | 2–6, 6–4, 6–4      |
| Campeona  | 3.  | Noviembre de 1998  | Pattaya     | Dura          | Julie Halard-Decugis   | Rika Hiraki Aleksandra Olsza          | 3–6, 6–2, 6–2      |
| Campeona  | 4.  | Agosto de 2000     | Los Ángeles | Dura          | Dominique Van Roost    | Kimberly Po Anne-Gaëlle Sidot         | 6–2, 7–5           |
| Finalista | 2.  | Noviembre de 2000  | Quebec      | Dura          | Kimberly Po            | Nicole Pratt Meghann Shaughnessy      | 3–6, 4–6           |
| Campeona  | 5.  | Mayo de 2001       | Berlín      | Tierra batida | Meghann Shaughnessy    | Cara Black Elena Likhovtseva          | 6–4, 6–3           |
| Campeona  | 6.  | Mayo de 2001       | Amberes     | Tierra batida | Virginia Ruano Pascual | Kristie Boogert Miriam Oremans        | 6–3, 3–6, 6–4      |
| Finalista | 3.  | Septiembre de 2001 | Waikoloa    | Dura          | Nicole Pratt           | Tina Križan Katarina Srebotnik        | 2–6, 3–6           |
| Finalista | 4.  | Octubre de 2001    | Linz        | Dura          | Chanda Rubin           | Jelena Dokić Nadia Petrova            | 1–6, 4–6           |
| Finalista | 5.  | Febrero de 2002    | Tokio       | Alfombra      | Roberta Vinci          | Lisa Raymond Rennae Stubbs            | 1–6, 1–6           |
| Finalista | 6.  | Abril de 2002      | Sarasota    | Tierra batida | Conchita Martínez      | Jelena Dokić Elena Likhovtseva        | 7–6(7–5), 3–6, 3–6 |
| Campeona  | 7.  | Junio de 2002      | Birmingham  | Hierba        | Shinobu Asagoe         | Kimberly Po Nathalie Tauziat          | 6–4, 6–3           |
| Campeona  | 8.  | Junio de 2003      | Birmingham  | Hierba        | Meilen Tu              | Alicia Molik Martina Navratilova      | 7–5, 6–4           |
| Finalista | 7.  | Agosto de 2003     | Los Ángeles | Dura          | Elena Bovina           | Mary Pierce Rennae Stubbs             | 3–6, 3–6           |
| Finalista | 8.  | Noviembre de 2003  | Quebec      | Alfombra      | Meilen Tu              | Ting Li Sun Tiantian                  | 3–6, 3–6           |
| Finalista | 9.  | Enero de 2004      | Hobart      | Dura          | Barbara Schett         | Shinobu Asagoe Seiko Okamoto          | 6–2, 4–6, 3–6      |
| Campeona  | 9.  | Febrero de 2004    | Amberes     | Dura          | Cara Black             | Myriam Casanova Eleni Daniilidou      | 6–2, 6–2           |
| Finalista | 10. | Abril de 2004      | Casablanca  | Tierra batida | Katarina Srebotnik     | Marion Bartoli Émilie Loit            | 4–6, 2–6           |
| Finalista | 11. | Agosto de 2004     | Vancouver   | Dura          | Anna-Lena Grönefeld    | Bethanie Mattek Abigail Spears        | 3–6, 3–6           |
| Finalista | 12. | Noviembre de 2004  | Quebec      | Dura          | Samantha Stosur        | Carly Gullickson María Emilia Salerni | 5–7, 5–7           |
| Campeona  | 10. | Febrero de 2005    | Antwerp     | Dura          | Cara Black             | Anabel Medina Garrigues Dinara Safina | 3–6, 6–4, 6–4      |